# Yūki Yamamura
Yūki Yamamura (japanisch 山村 佑樹 Yamamura Yūki; * 1. August 1990 in Kawasaki) ist ein ehemaliger japanischer Fußballspieler.

## Karriere
Yamamura erlernte das Fußballspielen in der Jugendmannschaft von FC Tokyo und der Universitätsmannschaft der Meiji-Universität. Seinen ersten Vertrag unterschrieb er 2012 bei Mito HollyHock. Der Verein spielte in der zweithöchsten Liga des Landes, der J2 League. Für den Verein absolvierte er 102 Ligaspiele. 2018 wechselte er zu Tochigi Uva FC (heute: Tochigi City FC). 2018, 2020, und 2022 wurde er Meister der Kantō-Regionalliga. 2023 wurde er Vizemeister der Kantō Soccer League und qualifizierte sich für die Japanese Regional Football Champions League. Hier wurde man erster und stieg in die vierte Liga auf. Am Ende der Spielzeit 2024 feierte er mit Tochigi die Meisterschaft und stieg in die dritte Liga auf. Nach dem Aufstieg beendete er im Januar 2025 seine Karriere als Fußballspieler.

## Erfolge
Tochigi City FC
- Japanischer Viertligameister: 2024  ▲
- Kantō-Regionalliga: 2018, 2020, 2022
- Japanese Regional Football Champions League: 2023  ▲